# ملاس بيرسوني
ملاس بيرسوني (الاسم العلمي: Leotia persoonii) هو نوع من الفطريات يتبع جنس الملاس من الفصيلة الملاسية